# Mönchsroth
Mönchsroth est une commune de Bavière (Allemagne), située dans l'arrondissement d'Ansbach et le district de Moyenne-Franconie.

## Géographie

Situation de Mönchsroth (en rouge) dans l'arrondissement d'Ansbach

Mönchsroth est située à la limite avec le land de Bade-Wurtemberg, sur la Rotach, affluent de la Wörnitz, à 7 km au sud de Dinkelsbühl et à 39 km au sud-ouest d'Ansbach, le chef-lieu de l'arrondissement.
Mönchsroth fait partie de la communauté administrative de Wilburgstetten. La commune de Diederstetten a été incorporée à la commune de Mönchsroth en 1971. Mönchsroth a appartenu à l'arrondissement de Dinkelsbühl jusqu'à la disparition de ce dernier.

## Démographie
| 1910   | 1933 | 1939 | 2009  |
| ------ | ---- | ---- | ----- |
| 1 056, | 913, | 844, | 1 633 |